# نهائي كأس الاتحاد الأوروبي للسيدات 2008
نهائي كأس الاتحاد الأوروبي للسيدات 2008 هي المباراة النهائية من منافسة كأس الاتحاد الأوروبي للسيدات 2007–08، أقيمت المباراة في 2008، بين فريقي إف إف سي فرانكفورت، وUmeå IK ‏، وفاز فيها إف إف سي فرانكفورت، بعد أن هزم Umeå IK ‏، بنتيجة 4 - 3.

## تفاصيل المباراة
لعبت المباراة النهائية في 2008.
| إف إف سي فرانكفورت | 4 -3 | Umeå IK ‏ |
| ------------------ | ---- | -------- |
|                    |      |          |